# Clearwater (Minnesota)
Clearwater és una població dels Estats Units a l'estat de Minnesota. Segons el cens del 2000 tenia 858 habitants.

## Demografia
Segons el cens del 2000, Clearwater tenia 858 habitants, 327 habitatges, i 223 famílies. La densitat de població era de 285,6 habitants per km².
Dels 327 habitatges en un 37% hi vivien nens de menys de 18 anys, en un 53,5% hi vivien parelles casades, en un 11% dones solteres, i en un 31,5% no eren unitats familiars. En el 24,2% dels habitatges hi vivien persones soles el 8,3% de les quals corresponia a persones de 65 anys o més que vivien soles. El nombre mitjà de persones vivint en cada habitatge era de 2,62 i el nombre mitjà de persones que vivien en cada família era de 3,15.
Per edats la població es repartia de la següent manera: un 32,4% tenia menys de 18 anys, un 7,5% entre 18 i 24, un 32,5% entre 25 i 44, un 18,6% de 45 a 60 i un 9% 65 anys o més.
L'edat mediana era de 31 anys. Per cada 100 dones de 18 o més anys hi havia 94 homes.
La renda mediana per habitatge era de 41.696 $ i la renda mediana per família de 46.771 $. Els homes tenien una renda mediana de 36.000 $ mentre que les dones 25.341 $. La renda per capita de la població era de 17.325 $. Entorn del 6,6% de les famílies i el 9,3% de la població estaven per davall del llindar de pobresa.

## Poblacions més properes
El següent diagrama mostra les poblacions més properes.